# Castrillo de Don Juan
Castrillo de Don Juan is een gemeente in de Spaanse provincie Palencia in de regio Castilië en León met een oppervlakte van 48,94 km². Castrillo de Don Juan telt 235 inwoners (1 januari 2016).

## Demografische ontwikkeling
Bron: INE, 1857-2011: volkstellingen